# Regering-Nothomb I
De regering-Nothomb (16 april 1843 - 30 juli 1845) was een Belgische unionistische regering. Ze volgde de regering-De Mûelenaere-Nothomb op en werd opgevolgd door de regering-Van de Weyer. Tijdens deze regeerperiode werd er een handelsverdrag gesloten met de Duitse Bond, tot grote woede van Frankrijk.

## Samenstelling
De regering telde aanvankelijk zeven ministers.
| Ambtsbekleder                          | Ambtsbekleder               | Ambtsbekleder                        | Functie                     | Termijn                      | Partij                        |
| -------------------------------------- | --------------------------- | ------------------------------------ | --------------------------- | ---------------------------- | ----------------------------- |
|                                        |                             | Jean-Baptiste Nothomb (1805-1881)    | Minister Binnenlandse Zaken | 16 april 1843 - 19 juni 1845 | Liberaal                      |
|                                        |                             | Jules Joseph d'Anethan (1803-1888)   | Minister Justitie           | 16 april 1843 - 30 juli 1845 | extraparlementair (katholiek) |
| Minister ad interim Binnenlandse Zaken | 19 juni 1845 - 30 juli 1845 | Jules Joseph d'Anethan (1803-1888)   |                             |                              | extraparlementair (katholiek) |
|                                        |                             | Albert Goblet d'Alviella (1790-1873) | Minister Buitenlandse Zaken | 16 april 1843 - 30 juli 1845 | extraparlementair (liberaal)  |
|                                        |                             | Edouard Mercier (1799-1870)          | Minister Financiën          | 16 april 1843 - 30 juli 1845 | Liberaal                      |
|                                        |                             | Pierre Dupont (1795-1878)            | Minister Oorlog             | 16 april 1843 - 30 juli 1845 | extraparlementair             |
|                                        |                             | Adolphe Dechamps (1807-1875)         | Minister Openbare Werken    | 16 april 1843 - 30 juli 1845 | Katholiek                     |
|                                        |                             | Felix de Mûelenaere (1793-1862)      | Lid van de Ministerraad     | 16 april 1843 - 30 juli 1845 | Katholiek                     |

### Herschikkingen
- Op 19 juni 1845 neemt Jean-Baptiste Nothomb ontslag als minister van Binnenlandse Zaken en wordt ad interim opgevolgd door minister van Justitie Jules Joseph d'Anethan.